# Hyposmocoma montivolans
Hyposmocoma montivolans — вид моли эндемичного гавайского рода Hyposmocoma.

## Распространение
Встречается на острове Оаху. Типичное место обитания — горы около Гонолулу.

## Гусеница
Гусеница H. montivolans обитает на скалах, питается лишайниками. Кокон представляет собой скреплённый шёлком помёт, с широким открытым входом и с сужающимся концом.